# Uta Rohländer
Uta Rohländer (Merseburg, 30 juni 1969) is een atleet uit Duitsland.
Op de Olympische Zomerspelen van Barcelona in 1992 liep Rohländer de 4x400 meter estafette.
Vier jaar later, op de Olympische Zomerspelen van Atlanta in 1996 liep ze weer de 4x400 meter estafette, en behaalde het Duitse estafette-team de bronzen medaille.
Op de Wereldkampioenschappen atletiek 1997 liep Rohländer met het Duitse estafette-team naar een gouden medaille.

## Privé
Rohländer was de schoondochter van Dieter Fromm.

## Persoonlijk record
| Onderdeel | Resultaat | Jaar |
| --------- | --------- | ---- |
| 100 meter | 11,91 sec | 1998 |
| 200 meter | 23,60 sec | 1997 |
| 400 meter | 50,33 sec | 1998 |

| Onderdeel | Resultaat | Jaar |
| --------- | --------- | ---- |
| 200 meter | 24,07 sec | 1997 |
| 400 meter | 52,55 sec | 1998 |

- World Athletics: 14279419

1983: Walther, Busch, Koch, Rübsam ·
1987: Neubauer, Emmelmann, Schersing, Busch ·
1991: Ledovskaja, Dzjigalova, Nazarova, Bryzgina ·
1993: Torrence, Malone-Wallace, Kaiser-Brown, Miles-Clark ·
1995: Graham, Stevens, Jones, Miles-Clark ·
1997: Feller, Rohländer, Rücker, Breuer ·
1999: Tsjebykina, Gontsjarenko, Kotljarova, Nazarova ·
2001: Richards, Scott, Parris, Fenton ·
2003: Barber, Washington, Richards, Miles-Clark ·
2005: Petsjonkina, Krasnomovets, Antjoech, Pospelova ·
2007: Trotter, Felix, Wineberg, Richards ·
2009: Dunn, Felix, Demus, Richards ·
2011: Richards-Ross, Felix, Beard, McCorory ·
2013: Goesjtsjina, Firova, Ryzjova, Krivosjapka ·
2015: Day, Jackson, McPherson, Williams-Mills ·
2017: Hayes, Felix, Wimbley, Francis ·
2019: Francis, McLaughlin, Muhammad, Jonathas ·
2022: Diggs, Steiner, Wilson, McLaughlin ·
2023: Saalberg, Klaver, Peeters, Bol